# Liu Jian (judoka)
Liu Jian (ur. 10 czerwca 1988) – chiński judoka.
Zajął 33. miejsce na mistrzostwach świata w 2010; uczestnik zawodów w 2014 i 2017. Startował w Pucharze Świata w 2009, 2010 i 2012. Siódmy na igrzyskach azjatyckich w 2014. Brązowy medalista igrzysk wojskowych w 2011 i 2015. Srebrny i brązowy medalista igrzysk Wschodniej Azji w 2009 roku.